# 호후정
호후정(防府町)은 야마구치현 사바군에 있던 정이다. 현재의 호후시 중심부에 해당한다.

## 역사
- 1902년 11월 1일 - 사바촌, 미타지리촌이 합병해 성립하였다.
- 1936년 8월 25일 - 나카노세키정, 하나기촌, 무레촌과 합병해 호후시가 성립, 동일 호후정은 폐지되었다.

## 교통

### 철도
- 철도성
  - 산요본선
- 보세키 철도
  - 보세키 철도선

### 도로
구촌에 산요자동차도가 지나가지만, 당시엔 미개통

## 참고문헌
- 角川日本地名大辞典 35 山口県